# Jules Tasquin
Jules Tasquin, né le 26 mars 1872 à Verviers et mort dans la même ville le 22 avril 1912, est un peintre et aquarelliste belge.
Son champ pictural couvre essentiellement les paysages, les natures mortes et les portraits.

## Biographie

### Famille
Jules (Jules Joseph Auguste) Tasquin, né le 26 mars 1872 rue Hodimont no 60 à Verviers, est le fils d'Arnold Sébastien Joseph Tasquin (1830-1912), né à Hodimont, ébéniste, et de Fanie Martine Brasseur (1836-1900), mariés à Verviers le 16 juin 1868. Jules Tasquin épouse Marie Anne Madeleine Ida Leblanc (née en 1882),,.

### Carrière
La carrière de Jules Tasquin est documentée à partir de 1905, date à laquelle, il commence à exposer ses œuvres au cercle des beaux-arts de Liège. Il y participe à la plupart des éditions annuelles jusqu'en 1912. En 1909, il expose au Salon de Liège. En 1911, lors du tirage au sort des lots répartis entre les souscripteurs de la Société royale d'encouragement des beaux-arts d'Anvers, le roi Albert Ier acquiert Étang sous la verdure, tableau de Jules Tasquin. 
Il fonde à Verviers une section florissante de l'Œuvre des artistes et s'inscrit comme membre de la Fédération des artistes wallons. Deux ans après sa mort, sa toile Vieille chaumière en Brabant est exposée au Salon de Bruxelles de 1914.
Le 22 avril 1912, après une grippe, Jules Tasquin meurt à l'âge de 40 ans, rue de Liège no 10 à Verviers. Ses obsèques solennelles ont lieu quatre jours plus tard. Après des funérailles célébrées en l'église Sainte-Julienne de Verviers, il est inhumé au cimetière de Robermont à Liège,.

## Œuvre

### Caractéristiques
Son champ pictural, couvre essentiellement les paysages, les natures mortes et les portraits. Il réalise également de nombreuses aquarelles, préférentiellement dans la région de Liège, comme les rochers de Sy, les rives de l'Ourthe et la région de Pepinster. Il peint aussi quelques toiles exprimant la mélancolie des dunes du littoral belge, notamment à Le Coq-sur-Mer.
En 1914, lors de l'exposition posthume de ses œuvres au Cercle des beaux-arts de Liège, la critique est élogieuse. Ses œuvres possèdent le sens de la décoration et attestent un amour réel pour la terre où il demeure. Âme tendre, il se plaît à dire la mélancolie des automnes, la rêverie des matins en des pages charmantes et délicates. Étang de Séroule en octobre a des rutilances qui ne manquent pas de force ; les taches de lumière rousse sur le sol des allées ont des hardiesses qui se fondent doucement à la poésie des feuillages. 
Signe : Jules TASQUIN 

### Expositions
- Exposition Paul de Chestret et Jules Tasquin au Cercle des beaux-arts de Liège en février 1905[10].
- Exposition Alphonse Caron, Jules Tasquin et Jacques Ochs au Cercle des beaux-arts de Liège en février 1907[11].
- Exposition au Cercle des beaux-arts de Liège en janvier 1908[12].
- Exposition Olivier Duchâteau et Jules Tasquin au Cercle des beaux-arts de Liège en avril 1908 : une trentaine d'œuvres, dont Au retour, En février, Sous-bois en automne, Fin d'automne, La Vesdre à Praton-Trooz, Petite mare à Vottem, Chaumière ensoleillée, Jalhay, Mare au Condroz,…[13].
- Salon (16e) de L'œuvre des artistes au palais des Beaux-Arts de Bruxelles en juin 1908[14].
- Exposition Angelina Drumaux et Jules Tasquin au Cercle des beaux-arts de Liège en décembre 1908 : Le Moulin de Bierges, Matin à Limal, L'Étang de Séroule, Mer et dunes, Dunes et bois,…[9].
- Salon des beaux-arts de Liège de 1909[4].
- Exposition d'artistes verviétois au Cercle des beaux-arts de Liège en octobre 1909 : Vue sur la Semois et Vallon à Bilstain[15].
- Exposition de Herman Heyenbroeck, Jules Tasquin et Edgard Joris au Cercle des beaux-arts de Liège en décembre 1910 : une cinquantaine de paysages de Jules Tasquin : La Semois, L'Étang de Séroule, Le Moulin de Limal, Coucher de soleil sur le Geer, Vue de La Semois à Dochan, La Dyle à Bierges, Cascades de La Hoëgne, L'Étang sous la verdure à Laurensart,…[16].
- Salon de la Société des beaux-arts de Courtrai en mai 1911[17].
- Exposition générale annuelle au Cercle des beaux-arts de Liège en novembre 1911 : deux gouaches[18].
- Exposition posthume de Jules Tasquin au Cercle des beaux-arts de Liège en avril 1914 : Étang de Séroule en octobre, Sous-bois à la fin de l'automne, Coucher de soleil à Limal, Les Rochers de Sy, Les Rochers de Cornesse, Vue sur Theux,…[8].
- Salon de Bruxelles de 1914 (posthume) : Vieille chaumière en Brabant[7].